# Gambrinus liga 1997/1998
Sezóna 1997/98 Gambrinus ligy byla 5. sezónou v samostatné české lize. Začala 1. srpna 1997 a skončila 3. června 1998. Titul získala Sparta Praha, která si zajistila titul už několik kol před koncem. Tuto sezónu prohrála jen 3 zápasy a to s Boby Brno, Baníkem Ostrava a Sigmou Olomouc.
Od této sezony nesla nejvyšší soutěž sponzorský název Gambrinus.

## Konečná tabulka
(při rovnosti bodů rozhodují vzájemné zápasy)
| Poř. | Tým                             | Z  | V  | R  | P  | VG | OG | B  |
| ---- | ------------------------------- | -- | -- | -- | -- | -- | -- | -- |
| 1.   | AC Sparta Praha (C)             | 30 | 22 | 5  | 3  | 53 | 19 | 71 |
| 2.   | SK Slavia Praha                 | 30 | 17 | 8  | 5  | 42 | 22 | 59 |
| 3.   | SK Sigma Olomouc                | 30 | 16 | 7  | 7  | 38 | 21 | 55 |
| 4.   | FC Baník Ostrava                | 30 | 13 | 11 | 6  | 51 | 35 | 50 |
| 5.   | FC Slovan Liberec               | 30 | 13 | 8  | 9  | 39 | 32 | 47 |
| 6.   | FK Jablonec 97 (P)              | 30 | 12 | 10 | 8  | 47 | 33 | 46 |
| 7.   | FK Teplice                      | 30 | 10 | 10 | 10 | 36 | 30 | 40 |
| 8.   | FK Viktoria Žižkov              | 30 | 11 | 6  | 13 | 26 | 34 | 39 |
| 9.   | FC Petra Drnovice               | 30 | 10 | 8  | 12 | 35 | 43 | 38 |
| 10.  | FC Boby Brno                    | 30 | 10 | 7  | 13 | 42 | 42 | 37 |
| 11.  | SK Hradec Králové               | 30 | 8  | 10 | 12 | 25 | 36 | 34 |
| 12.  | FC Kaučuk Opava                 | 30 | 8  | 10 | 12 | 33 | 37 | 34 |
| 13.  | FC Dukla (N)                    | 30 | 9  | 6  | 15 | 37 | 50 | 33 |
| 14.  | FC Viktoria Plzeň               | 30 | 9  | 6  | 15 | 37 | 47 | 33 |
| 15.  | SK České Budějovice JČE         | 30 | 8  | 7  | 15 | 26 | 43 | 31 |
| 16.  | AFK Atlantic Lázně Bohdaneč (N) | 30 | 2  | 5  | 23 | 18 | 61 | 11 |

Poznámky:
- Z = Odehrané zápasy; V = Vítězství; R = Remízy; P = Prohry; VG = Vstřelené góly; OG = Obdržené góly; B = Body
- (C) = obhájce titulu, (P) = vítěz Českého poháru, (N) = nováček (minulou sezónu hrál nižší soutěž a postoupil)

|  | Postup do Předkola (mistrovská kvalifikace) Ligy mistrů 1998/99 |
|  | Postup do PVP 1998/99                                           |
|  | Postup do Poháru UEFA 1998/99                                   |
|  | Postup do Poháru Intertoto 1998                                 |
|  | Sestup do 2. ligy 1998/99                                       |

## Návštěvnost
Na českou fotbalovou ligu zamířilo v sezóně 1997/98 v průměru 6167 diváků. Nejvíc diváků přišlo 27.10.1997 na zápas mezi FC Boby Brno – AC Sparta Praha 2:1, tento zápas sledovalo 31730 diváků. Naopak nejmíň diváků zamířilo 4.4.1998 na zápas mezi AFK Atlantic Lázně Bohdaneč – Viktoria Plzeň 2:2, jen 735 diváků.

## Soupisky mužstev
- V závorce za jménem je uveden počet utkání a branek, u brankářů ještě počet čistých kont

### AC Sparta Praha
Michal Čaloun (2/0/1),
Tomáš Poštulka (28/0/15) –
Miroslav Baranek (25/7),
Michal Bílek (2/0),
Vladimír Cifranič (1/0),
Martin Čížek (26/5),
Petr Gabriel (23/0),
Ivan Hašek (4/2),
Martin Hašek (28/1),
Michal Horňák (26/2),
Marián Ľalík (1/0),
Vratislav Lokvenc (29/12),
Petr Lukáš (3/0),
Lumír Mistr (9/0),
Szilárd Németh (8/0),
Václav Němeček (13/2),
Jiří Novotný (27/1),
Josef Obajdin (28/2),
Petr Papoušek (16/0),
Radek Petrák (1/0),
Tomáš Řepka (28/2),
Horst Siegl (26/12),
Luděk Stracený (10/2),
Marek Stratil (1/0),
Vlastimil Svoboda (2/0),
Zdeněk Svoboda (15/3),
Tomáš Votava (15/0) –
trenér Jozef Chovanec (1.–15. kolo) a Zdeněk Ščasný (16.–30. kolo), asistenti Zdeněk Ščasný (1.–15. kolo), Jan Poštulka, Vítězslav Lavička (16.–30. kolo) a Karol Dobiaš (16.–30. kolo)

### SK Slavia Praha
Radek Černý (6/0/3),
Jan Stejskal (24/0/12) –
Slađan Ašanin (24/3),
Pavel David (1/0)
Pavel Horváth (25/4),
Martin Hyský (6/0),
Lukáš Jarolím (1/0),
Jaromír Jindráček (2/0),
Libor Koller (11/1),
Luboš Kozel (27/1),
Radek Krejčík (18/0),
Tomáš Kučera (17/2),
Vladimír Labant (23/0),
Edvard Lasota (24/4),
Jiří Lerch (23/0),
Adam Petrouš (8/1),
Samir Pinjo (17/3),
Martin Pohořelý (1/0),
Pavel Řehák (10/0),
Ivo Ulich (30/5),
Robert Vágner (27/6),
Karel Vácha (26/6),
Jiří Vávra (3/0),
Jaroslav Veltruský (4/0),
Petr Vlček (27/2) –
trenér František Cipro (1.–7. kolo), Pavel Tobiáš (8.–24. kolo) a Petr Rada (25.–30. kolo), asistenti Petr Rada a Daniel Drahokoupil

### SK Sigma Olomouc
Petr Pižanowski (15/0/6),
Jindřich Skácel (15/0/8) –
Jiří Balcárek (28/6),
Marcel Cupák (21/1),
Radek Drulák (23/10),
Milan Duhan (3/0),
Marek Heinz (23/4),
Marek Hollý (5/0),
Martin Kotůlek (26/1),
Radoslav Kováč (1/0),
Michal Kovář (27/0),
Radim König (13/0),
Jiří Krohmer (16/1),
Oldřich Machala (30/0),
Petr Mašlej (7/0),
Josef Mucha (30/3),
Aleš Ryška (21/0),
Michal Šmarda (28/2),
Michal Štefka (18/0),
Martin Šustáček (8/1),
Martin Švestka (5/1),
Tomáš Ujfaluši (11/2),
Stanislav Vlček (30/5) –
trenér Milan Bokša, asistenti Vlastimil Palička a Leoš Kalvoda

### FC Baník Ostrava
Vít Baránek (11/0/6),
Ivo Schmucker (20/0/7) –
Jiří Barbořík (22/1),
Lubomír Blaha (2/0),
René Bolf (22/1),
Vladimír Čáp (14/0),
Pavel Harazim (16/0),
Marek Jankulovski (26/3),
Miroslav Kaloč (2/0),
Karel Kula (10/0),
Marcel Lička (15/3),
Martin Lukeš (24/7),
Miroslav Mikulík (9/0),
Michal Pančík (24/4),
Aleš Pikl (12/3),
Marek Poštulka (6/1),
Milan Poštulka (24/2),
Petr Ruman (8/3),
Petr Samec (23/11),
Petr Sedlák (1/0),
Libor Sionko (18/3),
Vladimír Skalba (3/0),
Radek Slončík (23/6),
Kamil Šebesta (3/0),
Tomáš Šťástka (10/0),
Milan Timko (28/2),
Dušan Vrťo (18/0),
Tibor Zátek (15/1) –
trenér Petr Uličný (1.–6. kolo) a Verner Lička (7.–30. kolo), asistenti Petr Nesrsta a Bohumil Páník

### FC Slovan Liberec
Tomáš Bárta (2/0/0),
Ladislav Maier (29/0/10) –
Martin Barbarič (27/8),
Zdeněk Beňo (8/0),
David Breda (24/4),
Pavel Čapek (21/1),
Martin Čupr (22/3),
Michal Hrbek (25/0),
Libor Janáček (29/0),
Jiří Jarošík (18/0),
Josef Jinoch (10/0),
Marián Klago (18/2),
Luděk Klusáček (25/3),
Josef Lexa (25/1),
Lazzaro Liuni (10/7),
Oleh Lyzohub (9/0),
Stanislav Marek (25/1),
Rastislav Michalík (9/1),
Pavel Němčický (12/1),
Lukáš Novotný (1/0),
David Sládeček (8/0),
Petr Silný (1/0),
Roman Týce (23/3),
Luboš Zákostelský (28/6) –
trenér Jiří Štol (1.–9. kolo) a Josef Petřík (10.–30. kolo), asistenti Josef Petřík a Zdeněk Hruška

### FK Jablonec 97
Petr Drobisz (3/0/2),
Zdeněk Jánoš (27/0/9) –
Milan Barteska (11/1),
David Breda (1/0),
Tomáš Čížek (2/0),
Milan Fukal (26/2),
Radim Holub (27/2),
Radovan Hromádko (26/7),
Jaromír Jindráček (12/1),
Pavel Jirousek (23/2),
Josef Just (12/0),
Aleš Kohout (9/2),
Pavel Medynský (6/0),
Jaromír Navrátil (25/3),
Radim Nečas (27/7),
Robert Neumann (28/0),
Pavel Pěnička (29/11),
Tomáš Požár (10/0),
Martin Procházka (19/1),
Richard Sitarčík (1/0),
Roman Skuhravý (24/1),
Jan Sopko (17/1),
Miroslav Šebesta (18/1),
Martin Vejprava (28/4) –
trenér Jiří Kotrba, asistenti Zdeněk Klucký a Radim Straka

### FK Teplice
Marek Láska (1/0/0),
Libor Macháček (30/0/10) –
Jean-Bertin Akue (12/1),
Sergio José Bastida (7/0),
Michal Bílek (27/3),
Petr Brabec (26/0),
Petr Bystroň (1/0),
Radek Divecký (27/7),
Michal Doležal (26/1),
Petr Fousek (27/4),
Zdenko Frťala (23/1),
Tomáš Janda (25/1),
Jaromír Jindráček (10/4),
Vladislav Mikiska (6/0),
Radek Miřatský (4/0),
František Mysliveček (2/0),
Radek Petrák (11/0),
Aleš Pikl (8/0),
Miroslav Rada (29/1),
Zbyněk Rampáček (29/1),
Marián Řízek (23/6),
Petr Strouhal (1/0),
Dušan Tesařík (30/1),
Štěpán Vachoušek (2/0),
Pavel Verbíř (23/4),
Petr Voříšek (2/0),
Radek Zlatník (5/0) –
trenér Josef Pešice, asistent Miroslav Šafařík a Petr Němec

### FK Viktoria Žižkov
Jiří Kobr (4/0/2),
Oldřich Pařízek (15/0/5),
Juraj Šimurka (10/0/6),
Michal Václavík (1/0/0) –
Miroslav Baček (4/0),
Zdeněk Bečka (27/2),
Jan Buryán (21/0),
Milan Duhan (11/1),
Petr Holota (22/1),
Zdeněk Houštecký (12/1),
Tomáš Hunal (24/0),
Kennedy Chihuri (24/3),
Tomáš Klinka (23/1),
Miloslav Kordule (25/2),
František Koubek (4/0),
Milan Lindenthal (5/0),
Jaroslav Ložek (17/0),
Antonín Mlejnský (29/0),
Josef Němec (25/3),
Marek Poštulka (3/1),
Karel Socha (2/0),
Petr Strnadel (20/1),
Jaroslav Šilhavý (8/0),
Karel Valkoun (2/0),
Miroslav Vápeník (2/0),
Pavel Zbožínek (21/1),
Luděk Zelenka (28/5) –
trenér Július Bielik, asistent Václav Hradecký

### FC Petra Drnovice
František Ondrůšek (6/0/2),
Martin Vaniak (24/0/7) –
Bronislav Červenka (19/2),
Miroslav Holeňák (26/4),
Aleš Hynek (21/1),
Roman Janoušek (10/1),
Róbert Kafka (18/1),
Ivan Kopecký (9/0),
Miloslav Kufa (17/2),
Jozef Majoroš (28/4),
Petr Maléř (26/2),
Martin Müller (24/1),
Michal Nehoda (27/4),
Jiří Pospíšil (9/0),
Roman Přibyl (2/1),
Martin Rozhon (23/7),
Pavel Řehák (11/0),
Petr Slončík (1/0),
Michal Šlachta (1/0),
Karel Urbánek (7/0),
Jiří Vaďura (12/0),
Ivan Valachovič (27/2),
Petr Veselý (25/1),
Jozef Weber (29/1) –
trenér Ján Kocian, asistenti Josef Kolečko a Jiří Doležílek

### FC Boby Brno
Luboš Přibyl (27/0/6),
Radim Vlasák (4/0/1) –
Petr Bartes (8/0),
Petr Baštař (3/0),
Zdeněk Cihlář (26/0),
Richard Dostálek (22/8),
Pavel Holomek (27/10),
Martin Hyský (14/0),
Vladimír Chaloupka (22/1),
Petr Kocman (21/0),
Michal Kolomazník (30/8),
Přemysl Kovář (5/0),
Petr Křivánek (27/1),
Jan Maroši (27/1),
Milan Pacanda (28/4),
Jan Palinek (26/0),
Jan Polák (5/0),
Patrik Siegl (26/3),
Pavel Šustr (5/0),
Zdeněk Valnoha (27/5),
Martin Zbončák (11/0),
Marek Zúbek (22/0) –
trenér Karel Večeřa, asistenti Radek Bělák a Josef Hron

### FC Kaučuk Opava
Michal Kosmál (2/0/1),
René Twardzik (29/0/8) –
Jan Baránek (29/2),
Lukáš Černín (5/0),
Peter Duchyňa (2/0),
Alois Grussmann (29/8),
Michal Hampel (7/0),
Aleš Hellebrand (21/0),
Roman Hendrych (26/2),
Roman Janoušek (15/2),
Miroslav Kamas (24/0),
Marián Klago (9/1),
Jaroslav Kolínek (28/1),
Radim Kučera (29/2),
Karel Orel (3/0),
Jan Pejša (28/3),
Martin Prohászka (29/9),
Petr Prokop (3/0),
Ľubomír Puhák (9/0),
Uladzimir Putraš (1/0),
Aleš Rozsypal (4/0),
Lumír Sedláček (27/2),
Radek Špiláček (9/0),
Ivan Václavík (13/0),
Tomáš Vychodil (19/0) –
trenér Jiří Nevrlý (1.–26. kolo) a Petr Žemlík (27.–30. kolo), asistent Jiří Bartl

### SK Hradec Králové
Karel Podhajský (29/0/10),
Stanislav Vahala (2/0/0) –
Pavel Černý (25/4),
Jaroslav Dvořák (14/1),
Roman Gibala (26/1),
Karel Havlíček (6/0),
David Homoláč (19/2),
Richard Jukl (15/0),
Daniel Kaplan (13/1),
David Kalousek (19/1),
Peter Kavka (8/1),
František Koubek (22/5),
Jan Kraus (5/0),
Tomáš Kučera (3/0),
Michal Lesák (10/1),
Jaroslav Michalička (22/2),
Bohuslav Pilný (23/1),
Petr Pokorný (27/1),
Milan Ptáček (11/0),
Petr Samek (5/0),
Ladislav Šimčo (19/2),
Michal Šmíd (21/1),
Karel Urbánek (12/0),
Jozef Urblík (1/0),
Jiří Záleský (27/0),
David Zoubek (15/1) –
trenér Jaroslav Hřebík, asistent Stanislav Kocourek

### FC Dukla
Antonín Kinský (22/0/5),
Ladislav Macho (8/0/2) –
Jiří Antoš (15/0),
Manuel Avedikian (1/0),
Václav Černý (3/0),
Radek Čížek (21/1),
Michal Hoffmann (2/0),
Tomáš Janů (30/0),
Lukáš Jarolím (18/2),
Josef Jinoch (15/0),
Marek Kincl (27/8),
Ivo Knoflíček (16/1),
Karel Krejčí (26/1),
Tomáš Kukol (24/5),
Pavel Kýček (11/1),
Marcel Mácha (21/0),
Jaroslav Mašek (2/0),
Petr Melcher (1/0),
Rastislav Michalík (15/0),
Leoš Mitas (8/0),
David Nehoda (12/0),
Rudolf Otepka (29/9),
Petr Papoušek (9/5),
Ivan Pihávek (6/1),
Petr Podzemský (25/0),
Libor Polomský (4/0),
Roman Pučelík (13/0),
Jiří Rychlík (1/0),
Luděk Vyskočil (19/3),
Jan Zakopal (1/0) –
trenér Karel Jarolím, asistenti Jan Fiala, Václav Pavlis a Josef Csaplár

### FC Viktoria Plzeň
Radomír Havel (19/0/5),
Jiří Vosyka (11/0/2) –
Lukáš Došek (15/0),
Tomáš Došek (15/5),
Michal Drahorád (10/2),
Dejan Drenovac (12/0),
Tomáš Heřman (22/3),
Petr Hlavsa (8/0),
Martin Hřídel (14/0),
Miroslav Janota (23/4),
Patrik Ježek (14/1),
Petr Kopp (1/0),
Pavel Mejdr (13/0),
Miroslav Mika (23/2),
David Novák (6/0),
Lukáš Pleško (16/0),
Stanislav Purkart (25/5),
Jiří Skála (28/4),
Miloš Slabý (28/1),
Libor Smetana (6/2),
Martin Smíšek (3/1),
Petr Smíšek (16/3),
Jiří Studeník (28/1),
Marcel Švejdík (10/1),
Martin Švejnoha (1/0),
Jan Velkoborský (24/1) –
trenér Antonín Dvořák (1.–8. kolo) a Petr Uličný (9.–30. kolo), asistent Milan Šíp

### SK České Budějovice JČE
Peter Holec (3/0/0),
Jaroslav Karel (8/0/3),
Pavol Švantner (19/0/7) –
Pavel Babka (27/0),
Milan Barteska (14/0),
Vladimír Blüml (3/0),
Erich Brabec (4/0),
Ladislav Fujdiar (28/9),
Petr Hruška (18/0),
Zoran Jovanoski (3/0),
Michal Káník (19/1),
Libor Koller (15/2),
Marek Kopecký (6/0),
Jozef Kostelník (14/3),
Tomáš Krejča (2/0),
Roman Lengyel (28/1),
Zdeněk Mikoláš (3/1),
Aleš Nešický (13/0),
Michal Ondráček (4/1),
Luboš Pecka (3/0),
Miloslav Penner (26/1),
Jiří Povišer (29/1),
Vlastimil Ryšavý (24/3),
Tomáš Řehoř (2/0),
Jan Saidl (25/1),
Milan Šedivý (16/0),
Michal Šlachta (10/1),
Radek Tejml (6/0),
Marek Trval (10/0),
Martin Vozábal (28/1),
Martin Wohlgemuth (3/0) –
trenér Pavel Tobiáš (1.–7. kolo), Zdeněk Procházka (8.–30. kolo) a František Cerman (20.–30. kolo), asistenti Daniel Drahokoupil, Miroslav Jirkal a Petr Skála

### AFK Atlantic Lázně Bohdaneč
Jan Klíma (9/0/0),
Petr Kostelník (7/0/0),
Vítězslav Rejmon (1/0/0),
Martin Tomek (12/0/1),
Václav Winter (6/0/1) –
Petr Bílek (6/0),
Aleš Brychnáč (3/0),
Martin Danihelka (8/0),
Lukáš Hodan (9/0),
Martin Chorý (23/1),
Pavel Janeček (13/0),
Jiří Ješeta (27/3),
Tomáš Kalán (7/0),
Jiří Kaufman (6/0),
Stanislav Krejčík (12/1),
Tomáš Krejčík (7/0),
Petr Krištůfek (4/0),
Luboš Kubík (2/0),
Marek Kulič (15/1),
Milan Lednický (2/0),
Rostislav Macháček (3/0),
Roman Nohavica (22/2),
Roman Pavelka (23/2),
Jaromír Plocek (24/0),
Michal Ráliš (1/0),
Josef Ringel (13/0),
Jaroslav Schindler (23/2),
Antonín Spěvák (15/0),
Martin Svědík (2/0),
Martin Špinar (23/0),
Radek Tejml (19/1),
Marek Trval (15/2),
Jiří Valta (29/1),
Adrian Vizingr (22/0) –
trenér Luděk Zajíc (1.–5. kolo), Karel Krejčík (6.–10. kolo) a Petr Pálka (11.–30. kolo), asistenti Karel Krejčík a Milan Šmarda